# بورجو كارا
بورجو كارا (بالتركية: Burcu Kara)‏ (من مواليد 1 مارس 1980 في مدينة بورصة) هي ممثلة تركية. ٱشتهرت في العالم العربي بدور زينب  في مسلسل «لحظة وداع» على قناة إم بي سي 4.
تزوجت بورجو قبل سنوات من الممثل التركي بوجرا جولسوي الشهير بمراد في مسلسل ما ذنب فاطمة جول؟، لكن زواجهما لم يدم طويلاً، لينتهي بالطلاق بعد 10 أشهر من الزواج فقط. بعدها فاجأت الممثلة الجميع بزواجها من المخرج فيرات بارلاك ، في بلجيكا، يوم 19 فبراير، بعد مضي عام على علاقتهما العاطفية ثم أنجبت منه في رابع أيام عيد الأضحى لسنة 2017/1438 طفلها الأول منه وأسمته علي.

## روابط خارجية
- بورجو كارا على موقع IMDb (الإنجليزية)
- بورجو كارا على موقع قاعدة بيانات الفيلم (الإنجليزية)